# Piranhea mexicana
Piranhea mexicana là một loài thực vật có hoa trong họ Picrodendraceae. Loài này được (Standl.) Radcl.-Sm. miêu tả khoa học đầu tiên năm 1996.